# Prairie Heights (Washington)
Prairie Heights es un lugar designado por el censo ubicado en el condado de Pierce en el estado estadounidense de Washington. En el año 2010 tenía una población de 4.405 habitantes.

## Geografía
Prairie Heights se encuentra ubicado en las coordenadas 47°8′58″N 122°6′19″O / 47.14944, -122.10528.